# Aníbal Cristobo
Aníbal Cristobo (1.º de septiembre de 1971, Lanús, Provincia de Buenos Aires) es un poeta y traductor argentino. 

## Biografía
Aníbal Cristobo nació en Lanús, Buenos Aires, el 1 de septiembre de 1971. Entre 1996 y 2001 vivió en Río de Janeiro, donde publicó "Teste da Iguana" (1997) y "jet-lag" (2002). Colaboró en las revistas "Inimigo Rumor", "Range Rede" y "Cacto" con artículos y traducciones sobre poesía argentina. 
Entre el 2001 y 2002 residió en Buenos Aires, donde obtuvo una beca a la creación artística de la Fundación Antorchas por su libro "Krill" (2002) y creó la colección de poesía "Bikebik" 
En 2002 se radicó en Barcelona.

## Obra
Público libros y ediciones multimedia con sus escritos. Sus primeros tres libros, Test de la iguana, Krill y Jet-lag fueron reeditados como Miniaturas Kineticas en un solo libro en 2005.
Sus últimas obras fueron publicadas en formato digital.

### Libros publicados
- Teste da Iguana (1997); Poemas[4]
- Jet-lag (2002); Poemas
- Krill (2002); Poemas[5]
- Miniaturas Kinéticas (2005); Recopilación[6]

### Formato digital
- Deutschkurs (2008)
- Krillsongs : en vivo en Berlín(2007)